# Santa Cruz (provincie van Peru)
Santa Cruz is een provincie in de regio Cajamarca in Peru. De provincie heeft een oppervlakte van 1.418 km² en telt 45.222 inwoners (2015). De hoofdplaats van de provincie is het district Santa Cruz.

## Bestuurlijke indeling
De provincie Santa Cruz is verdeeld in elf districten, UBIGEO tussen haakjes:
- (061302) Andabamba
- (061303) Catache
- (061304) Chancayba-Os
- (061305) La Esperanza
- (061306) Ninabamba
- (061307) Pulan
- (061301) Santa Cruz, hoofdplaats van de provincie
- (061308) Saucepampa
- (061309) Sexi
- (061310) Uticyacu
- (061311) Yauyucan

Cajabamba · Cajamarca · Celendín · Chota · Contumazá · Cutervo · Hualgayoc · Jaén · San Ignacio · San Marcos · San Miguel · San Pablo · Santa Cruz